# Omaweneno
Omaweneno è un villaggio del Botswana situato nel distretto di Kgalagadi, sottodistretto di Kgalagadi South. Il villaggio, secondo il censimento del 2011, conta 917 abitanti.

## Località
Nel territorio del villaggio sono presenti le seguenti 11 località:
- Bokgetlho di 16 abitanti,
- Dikantsi,
- Kebonye di 7 abitanti,
- Khaneng Cattle Post di 2 abitanti,
- Molapisi di 5 abitanti,
- Motaung,
- Number 2 di 9 abitanti,
- Picorks Vally di 5 abitanti,
- Six Mile di 26 abitanti,
- Thotaentsho di 5 abitanti,
- Tsuatsa di 2 abitanti